# ماركوس اولوفسون
ماركوس اولوفسون (بالسويدية: Marcus Olofsson)‏ (4 أغسطس 1982 في السويد - ) هو لاعب كرة قدم سويدي في مركز الوسط. لعب مع نادي ساندفيكين ونادي ماريهامن.

## وصلات خارجية
- ماركوس اولوفسون على موقع قاعدة بيانات كرة القدم.إي يو (الإنجليزية)